# 1996年夏季残疾人奥林匹克运动会南非代表团
1996年夏季残疾人奥林匹克运动会南非代表团是南非派出的1996年夏季残疾人奥林匹克运动会代表团。获得10枚金牌、8枚银牌和10枚铜牌。